# Anton Wembacher
Anton Wembacher (ur. 15 września 1955 w Bischofswiesen) – zachodnioniemiecki saneczkarz startujący w jedynkach oraz dwójkach (w parze z Antonem Winklerem), medalista mistrzostw świata.
Na igrzyskach olimpijskich startował jeden raz, w 1980, zajmując ósme miejsce w jedynkach i szóste w dwójkach. Na mistrzostwach świata zdobył jeden medal. W 1979 odniósł największy sukces w karierze zdobywając brąz w dwójkach.
Jego brat, Franz, również był saneczkarzem.

## Osiągnięcia

### Igrzyska olimpijskie
| Rok  | Miejsce     | Jedynki | Dwójki |
| ---- | ----------- | ------- | ------ |
| 1980 | Lake Placid | 8.      | 6.     |